# Gianmarco Zigoni
Gianmarco Zigoni (geboren op 10 mei 1991 in Verona) is een Italiaanse voetballer. Hij speelt als aanvaller voor Genoa CFC. Hij is de zoon van de voormalige Juventus FC aanvaller Gianfranco Zigoni.

## Clubcarrière
Zigoni speelde bijna zijn hele jeugd bij Treviso. Hij maakte zijn professionele debuut bij Treviso (in de Serie B) op 26 januari 2009, tegen AC Ancona. Hij scoorde in deze wedstrijd, maar er werd met 2-1 verloren. Hij scoorde zijn tweede doelpunt slechts vier dagen later, tegen Brescia(3-2). 
Op 1 juli 2009 werd bekend dat AC Milan de aanvaller had gecontracteerd. Op 28 maart 2010 maakt hij zijn debuut voor deze club, tegen Lazio(1-1). In 2010 trok hij naar Genoa CFC, AC Milan blijft echter mede-eigenaar.

## Statistieken
| Seizoen | Club        | Land   | Competitie | Wedstrijden | Doelpunten |
| ------- | ----------- | ------ | ---------- | ----------- | ---------- |
| 2008/09 | Treviso FBC | Italië | Serie B    | 18          | 2          |
| 2009/10 | AC Milan    | Italië | Serie A    | 1           | 0          |
| 2010/11 | Genoa CFC   | Italië | Serie A    | 0           | 0          |
| Totaal  |             |        |            | 19          | 2          |